# Дюбойс Трайангъл
„Дюбойс Трайангъл“ (на английски: Duboce Triangle) е квартал на град Сан Франциско, Калифорния. Намира се между кварталите „Кастро“/„Юрика Вали“, „Мишън“ и „Долен Хейт“. Кварталът има удобна връзка с МЮНИ.
Около 40% от гласоподавателите в „Дюбойс Трайангъл“ през 2000 г. са се определили като гей, бисексуални или други в сравнение с 11% като цяло в Сан Франциско.